# Panchagarh (Distrikt)

Lage von Panchagarh in Bangladesch

Panchagarh (bengalisch: পঞ্চগড়) ist ein Distrikt in der Division Rangpur von Bangladesch. Die im Hauptstadt des Distrikts bildet die gleichnamige Stadt Panchagarh. Die Gesamtfläche des Distrikts beträgt 1404,62 km². Der Distrikt setzt sich aus 6 Upazilas zusammen. Der Distrikt grenzt an drei Seiten einer 288 km langen Grenze am verschiedene indische Distrikte, die im Norden die Distrikte Darjeeling, im Nordosten die Distrikte Jalpaiguri und Koch Bihar und im Westen die Distrikte Uttar Dinajpur und Purnia umfasst. Im Süden und Osten grenzt es an Dinajpur, Thakurgaon und Nilphamari.

## Geschichte
Bis zur Teilung Indiens 1947 gehörte das Gebiet zu Dinajpur, welches in einem pakistanischen und einen indischen Teil aufgespalten wurde. Bis 1984 war es dann Teil des Distrikts Dinajpur, als es schließlich ausgegliedert und zu einem eigenen Distrikt erhoben wurde.

## Demografie
Der Distrikt hat 987.644 Einwohner (Volkszählung 2011). Die Alphabetisierungsrate liegt bei 51,8 % der Bevölkerung. 83,10 % der Gesamtbevölkerung sind Muslime, 16,54 % sind Hindus, 0,25 % sind Christen, 0,01 % sind Buddhisten und 0,1 % sind andere.

## Klima
Das Klima ist tropisch und das ganze Jahr über warm. Die jährliche Durchschnittstemperatur dieses Distrikts variiert von maximal 30,2 Grad Celsius bis minimal 10,1 Grad Celsius. Die jährliche Niederschlagsmenge beträgt 1955 mm (2011) und die Luftfeuchtigkeit ist ganzjährig hoch.

## Wirtschaft
Die Wirtschaft des Distrikts ist vorwiegend von der Landwirtschaft geprägt. Angebaut werden vorwiegend Reis, Jute, Tabak, Gemüse und Früchte. Wachsende Bedeutung hat die Produktion von Tee. 2008 waren 68 % der Bevölkerung Bauern. Laut der Volkszählung von 2011 arbeiten 65,3 % der Arbeitskräfte in der Landwirtschaft, 27,3 % im Dienstleistungssektor (meist in informellen Verhältnissen) und 7,5 % in der Industrie.